# Karl Klaus von der Decken
Karl Klaus von der Decken (Kotzen, 8 agosto 1833 – Bardera, 2 ottobre 1865) è stato un esploratore tedesco.

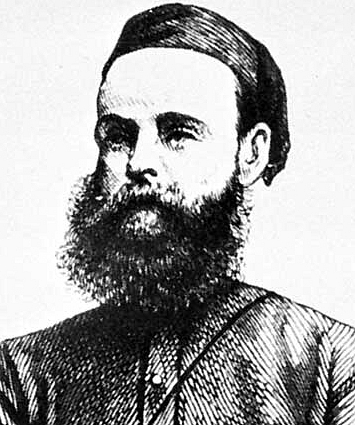
Karl Klaus von der Decken

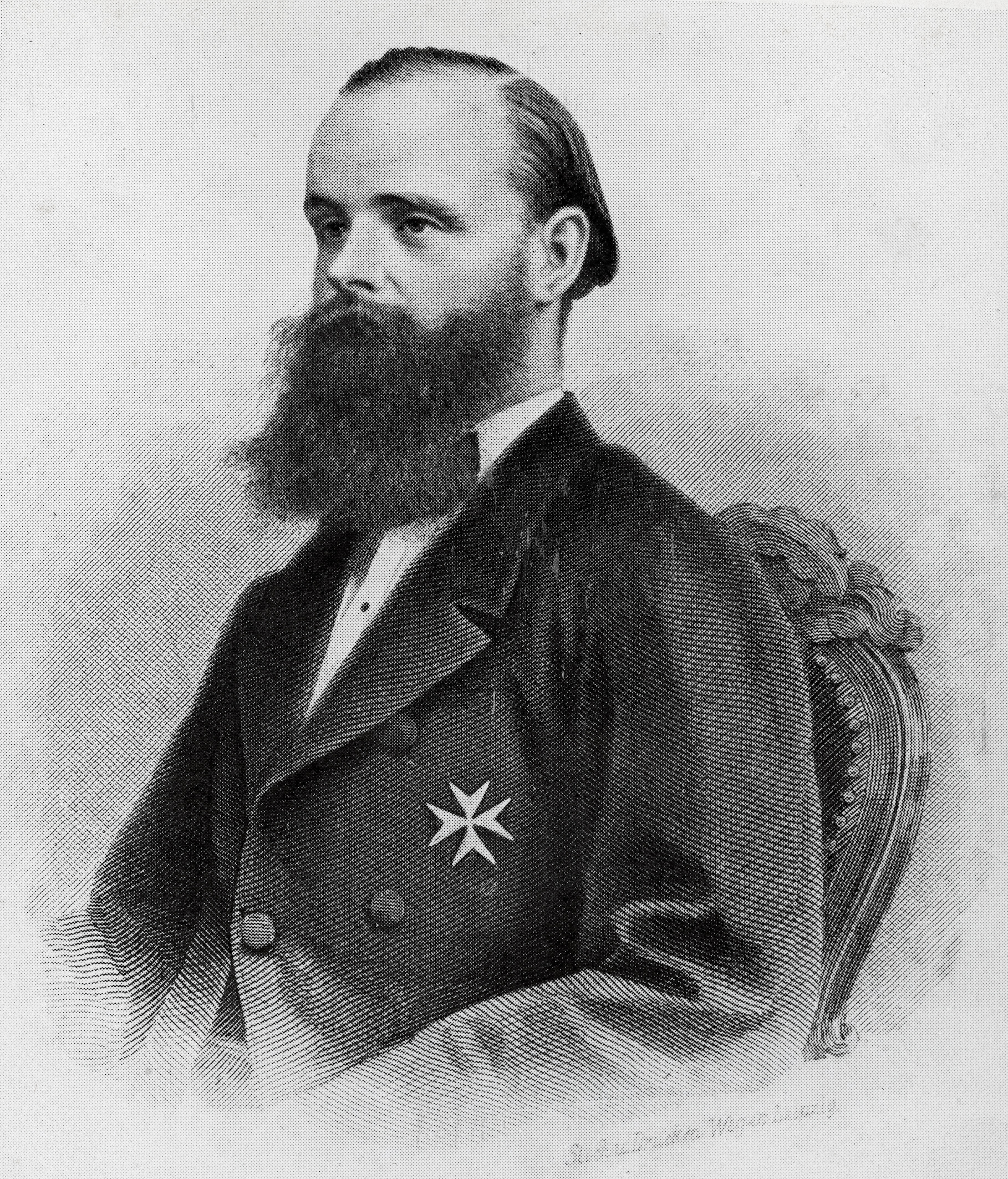
Karl Klaus von der Decken

Carta topografica del monte Méru e del Kilimanjaro.

Il barone Karl Klaus von der Decken, era un esploratore dell'Africa Orientale famoso per esser stato il primo europeo a cercar di scalare il Kilimanjaro.

## Biografia
Dopo un periodo passato nell'esercito, nel maggio del 1860 von der Decken fece il suo primo viaggio in Africa orientale. Lì esplorò la regione attorno al Lago Niassa, solo un anno dopo David Livingstone che era stato il primo europeo a raggiungere la zona. L'anno seguente, von der Decken partì da Mombasa per esplorare il massiccio del Kilimanjaro. Durante il viaggio verso l'interno incontrò il giovane geologo inglese Richard Thornton, che aveva lasciato la spedizione sul fiume Zambesi di David Livingstone, e lo invitò ad accompagnarlo sul Kilimanjaro (alto 5895 m). Quando giunsero in vista del massiccio, era la prima volta che dagli europei lo rividevano dal 1848, anno in cui il missionario tedesco Johannes Rebmann era stato il primo europeo a vederlo.
Von der Decken e Thornton ispezionarono la zona, valutando l'altezza del Kilimanjaro in circa 6100 m. Tuttavia, quando il loro gruppo tentò di scalare la montagna, il maltempo impedì loro di salire oltre l'altezza di 1580 metri. Tornando von der Decken l'anno dopo, nel 1862, questa volta accompagnato dall'esploratore e chimico tedesco Otto Kersten (1839–1900), il loro gruppo raggiunse questa volta la quota di circa 4200 metri. Ancora una volta però il deterioramento delle condizioni climatiche e la neve (e secondo il racconto di Kersten la non collaborazione dei portatori) impedì loro di raggiungere la vetta. Tuttavia la spedizione non fu del tutto inutile, poiché vennero fatte delle osservazioni della cima innevata del Kilimanjaro. Ai piedi della montagna esplorarono il fiume Pangani.
Nel 1863, von der Decken esplorò invece il Madagascar e le isole Mascarene al largo della costa orientale dell'Africa. Nel 1865 visitò la Somalia e divenne uno dei primi europei ad aver esplorato il corso inferiore del fiume Giuba, a bordo del piccolo piroscafo Welf. Tragicamente, dopo l'affondamento della Welf nelle rapide oltre Bardera, lui e altri tre della spedizione vennero uccisi dalle tribù locali.

## Risultati e riconoscimenti
Sebbene von der Decken non fosse riuscito a raggiungere la sommità del monte Kilimanjaro, le informazioni raccolte da lui e da Richard Thornton chiusero il dibattito sulla possibilità dell'esistenza o meno di neve o ghiaccio nell'Africa tropicale. Durante la sua spedizione del 1862, von der Decken divenne anche il primo europeo a segnalare l'esistenza del vulcano monte Meru, situato circa 70 km a ovest del Kilimangiaro. Questi risultati, assieme alla sua descrizione della zona e a quella degli uccelli poi a lui intitolati (bucero di Von der Decken, dell'ordine dei Coraciiformes), gli fecero guadagnare nel 1864 la Patron's Medal della Royal Geographical Society. Anche la pianta Lobelia deckenii, presente solo nella zona del Kilimanjaro, è stata intitolata a lui.